# Vuelo 001 de Icelandic Arlines
El vuelo 001 de Loftleiðir Icelandic Airlines, fue un vuelo chárter, se estrelló el 15 de noviembre de 1978, al aproximarse a la pista en el aeropuerto internacional de Colombo (Sri Lanka). El accidente del Douglas DC-8 mató a 8 de los 13 tripulantes islandeses, 5 tripulantes de reserva y 170 peregrinos musulmanes (en su mayoría indonesios) del sur de Borneo, de un total de 262 pasajeros y tripulación. 
El informe oficial de las autoridades de Sri Lanka indicaba que la causa probable del accidente era una falla de la tripulación para cumplir con los procedimientos de aproximación; sin embargo, las autoridades de EE. UU. e islandesas declaran oficialmente que el equipo defectuoso en el aeropuerto y el error del control de tráfico aéreo son la causa del accidente. Es, con mucho, el peor accidente en la historia de la aviación islandesa y el segundo peor en la historia de la aviación de Sri Lanka después del vuelo 138 de Martinair que se estrelló cuatro años antes.
El vuelo salió de Jeddah (Arabia Saudita) en ruta hacia Surabaya (Indonesia). Debía aterrizar en el aeropuerto internacional de Colombo-Bandaranaike para una parada de reabastecimiento de combustible y la rotación de la tripulación. Las tormentas eléctricas estaban en el área, y la cizalladura del viento era un problema.

## Aeronave
El avión involucrado en el incidente fue un Douglas DC-8-63CF construido en noviembre de 1968 y se lo entregó a Seaboard World Airways como N8633, luego, en julio de 1975 se la vendió a la carguera Cargolux como TF-FLA, más tarde entró por primera vez a Loftleidir Icelandic en marzo de 1976, luego en enero de 1978 Cargolux alquilá el avión de Icelandic y más tarde en marzo de ese mismo año el avión pasó nuevamente a manos de Loftleidir hasta que fue fletado por la aerolínea Indonesia Garuda Indonesia para el transporte de peregrinos indonesios desde el Hajj hasta Surabaya y viceversa; El número de registro de la aeronave era TF-FLA, y su nombre era "Leifur Eiríksson". Tenía 10 años y un mes al momento del accidente.

## Accidente
El avión fue fletado por Garuda Indonesia. El 15 de noviembre operó como el vuelo LL001 de Jeddah a Surabaya. Los 13 miembros de la tripulación eran islandeses. Había 249 pasajeros, la mayoría residentes en Indonesia, que habían asistido previamente al hajj en La Meca y ahora regresaban a casa. A las 12:58 UTC, el vuelo partió de Jeddah hacia Colombo, para una parada de reabastecimiento de combustible y cambio de tripulación. Hubo tormentas eléctricas y cizalladura del viento en la zona. A las 22:53:24 hora local, el centro de control transmitió a la tripulación que aterrizarían en la pista 04 en el aeropuerto. En respuesta, la tripulación respondió solicitando aterrizar en la pista 22. El controlador aceptó y dio instrucciones para aterrizar en la pista 22 en el ILS. Luego, el avión descendió al nivel de vuelo (FL) 220 y alcanzó esa altura a unas 90 millas (140 km) del aeropuerto.
A las 23:06:32 hora local, la tripulación se contactó con el centro de control de radar del Aeropuerto, que despejó el vuelo para descender a una altitud de 2,000 pies (610 metros) y luego siguió sus instrucciones para realizar un acercamiento al aterrizaje en la pista 22. el despachador también transmitió a la tripulación para informar cuando salieron a la radiobaliza, a la que informaron desde la aeronave sobre la información recibida, pero no la confirmaron. El controlador del radar transmite periódicamente datos de distancia y altura a la aeronave. El último mensaje de radio del controlador fue dado a las 23:27:26: "Lima, Lima 001, ligeramente a la izquierda de la línea central, muy ligeramente a la izquierda de la línea central, a dos millas del aterrizaje, altura de 650 pies, Despejado para aterrizar este enfoque ". A las 23:27:37, el equipo respondió: "Roger", reconociendo la transmisión.
Sin embargo, cuando el controlador de aproximación vio el vuelo 001, el avión descendía peligrosamente hacia el suelo. El controlador advirtió al vuelo: "Lima, Lima 001, estás por debajo". Sin embargo, la tripulación estaba hablando con el controlador del radar a una frecuencia mayor que la del controlador de aproximación, por lo que el control de aproximación no obtuvo respuesta. El controlador de aproximación perdió la vista visual del DC-8, y luego vio una explosión en esa área. A las 23:28:03, el DC-8 se estrelló contra una plantación de caucho y coco y explotó. El lugar del accidente se ubicó a 1.1589 millas (1.8651 km) de la pista 22 y 103.15 pies (31.44 m) del lado derecho de la línea central extendida de la pista.
Como primer testigo del accidente, el controlador de aproximación informó inmediatamente a sus colegas sobre el incidente. En media hora, 5 camiones de bomberos llegaron al lugar del accidente. En general, la operación de rescate se vio obstaculizada por una gran cantidad de palmas de coco, lo que impidió el acceso al sitio del accidente de grandes piezas de equipo, pero la operación aún se informó como satisfactoria. Uno de los miembros que participaron en el rescate fue el jefe interino de la aviación civil del país. Mientras ayudaba en el rescate, logró documentar rápidamente las lecturas del instrumento y tomó las fotografías necesarias para la investigación.
Un total de 183 personas murieron en el accidente: 8 miembros de la tripulación y 175 pasajeros. En cuanto a los sobrevivientes, 32 personas (4 miembros de la tripulación y 28 pasajeros) recibieron lesiones no fatales, mientras que 47 personas (1 miembro de la tripulación y 46 pasajeros) no recibieron lesiones.